# Liste des clochers-murs de la Sarthe
Cet article recense les édifices religieux de la Sarthe, en France, munis d'un clocher-mur.

## Liste

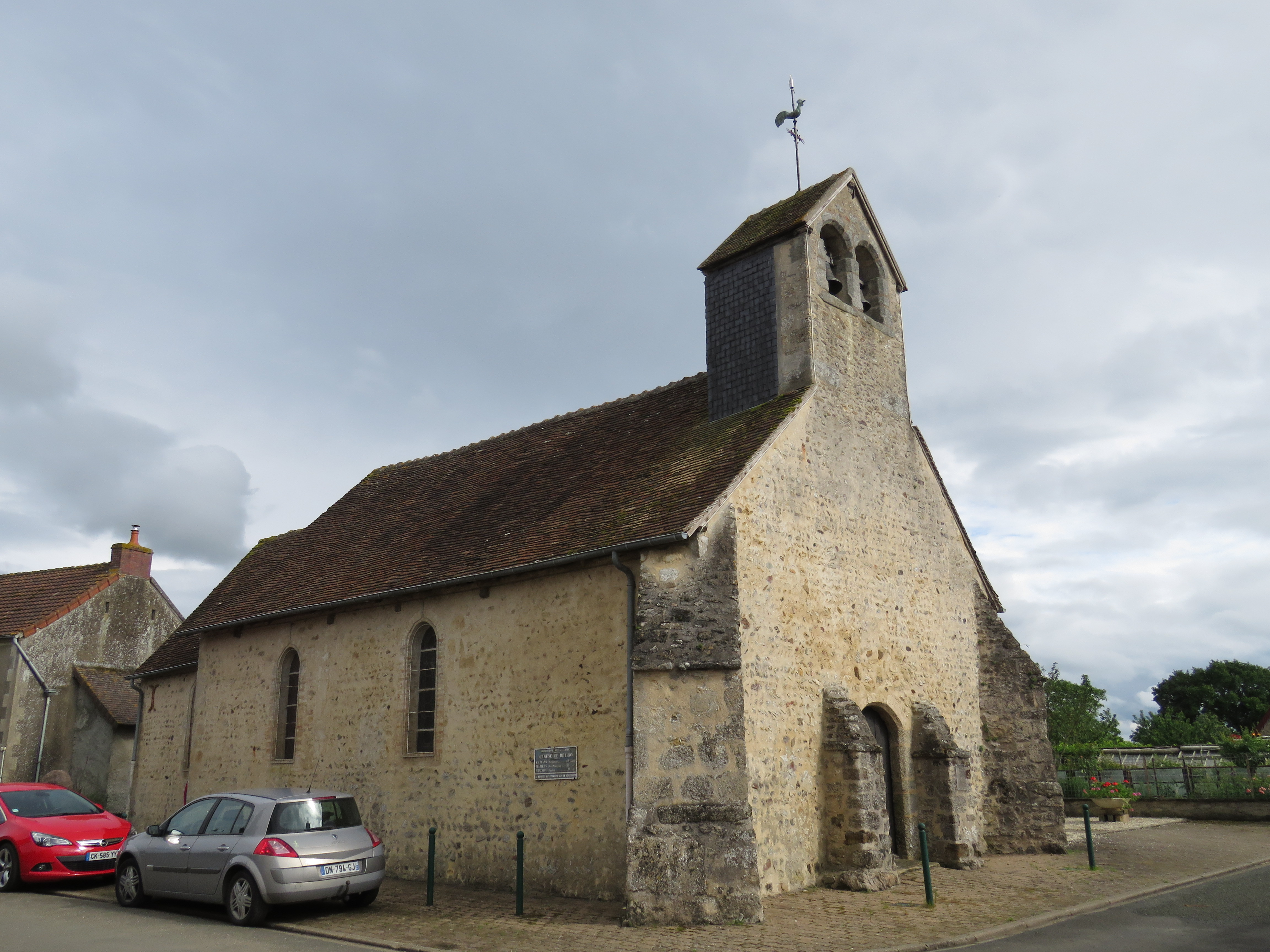
Église paroissiale de Béthon.
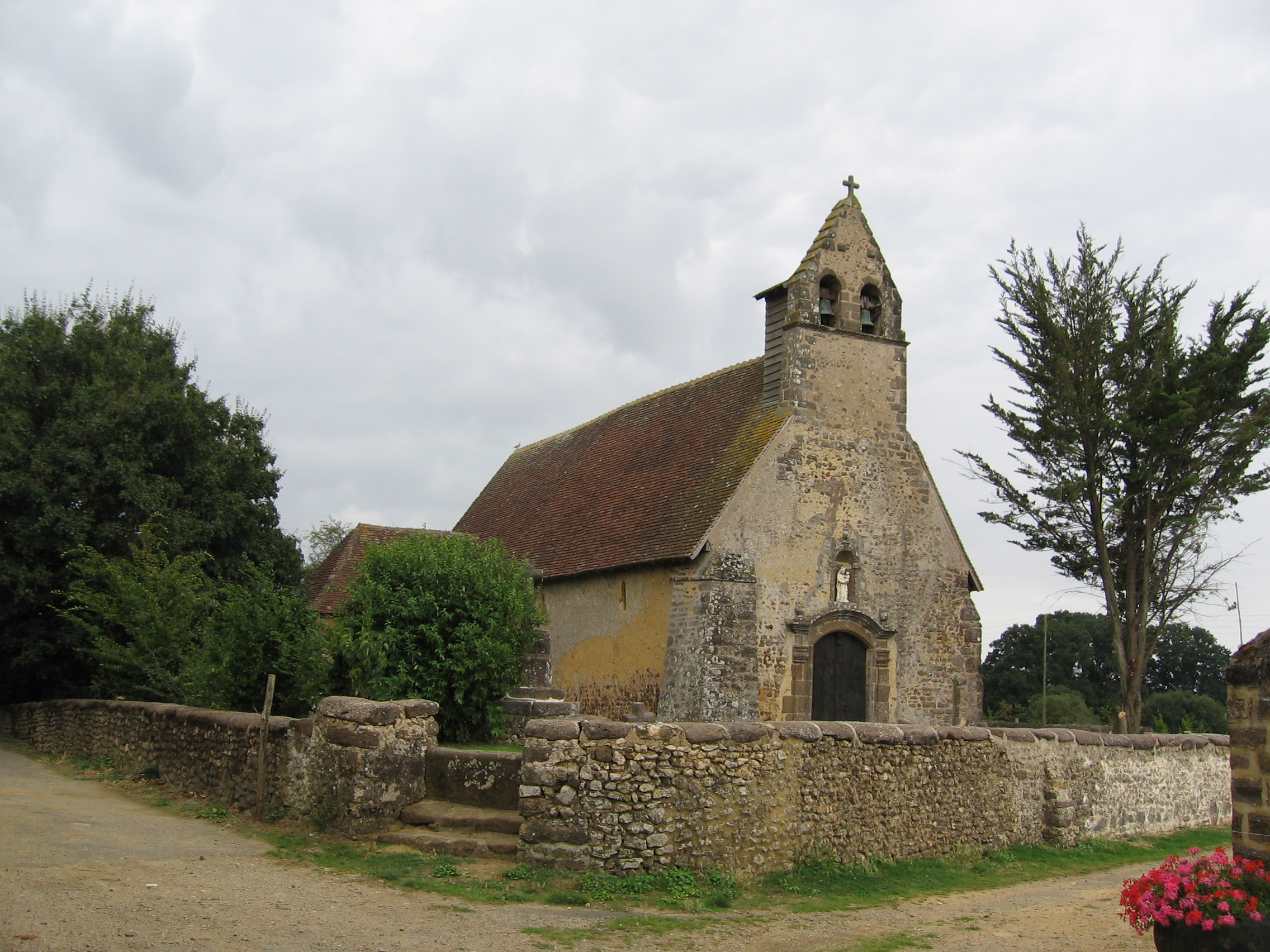
Chapelle Notre-Dame-des-Champs de Saint-Jean-d'Assé.

- Béthon, église paroissiale.
- Saint-Jean-d'Assé, chapelle Notre-Dame-des-Champs, ancienne église paroissiale.